# Niccolò Canepa
Niccolò Canepa (Génova, Italia, 14 de mayo de 1988) es un piloto de motociclismo italiano que participa en el Campeonato Mundial de Motociclismo de Resistencia a bordo de una Yamaha YZF-R1 del equipo YART - Yamaha Official Team EWC y en la Copa Mundial de MotoE con el WithU GRT RNF MotoE Team.

## Resultados

### Campeonato Mundial de Supersport

#### Por temporada
| Temp. | Moto                 | Equipo              | N.º   | Carreras | Victorias | Podios | Poles | V.Rap. | Pts. | Pos. |
| ----- | -------------------- | ------------------- | ----- | -------- | --------- | ------ | ----- | ------ | ---- | ---- |
| 2005  | Kawasaki Ninja ZX-6R | Lightspeed Kawasaki | 55    | 3        | 0         | 0      | 0     | 0      | 1    | 41.º |
| Total | Total                | Total               | Total | 3        | 0         | 0      | 0     | 0      | 1    |      |

#### Carreras por Año
(Carreras en negrita indica pole position, carreras en cursiva indica vuelta rápida)
| Año  | Moto     | 1   | 2   | 3   | 4   | 5   | 6   | 7   | 8   | 9   | 10     | 11     | 12      | Pos. | Pos. |
| ---- | -------- | --- | --- | --- | --- | --- | --- | --- | --- | --- | ------ | ------ | ------- | ---- | ---- |
| 2005 | Kawasaki | QAT | AUS | ESP | ITA | EUR | ITA | CZE | GBR | NED | GER 16 | ITA 15 | FRA Ret | 41.º | 1    |

### Campeonato Mundial de Superbikes

#### Por temporada
| Temp. | Moto                                            | Equipo                                   | N.º   | Race | Win | Podios | Poles | V.Ráp. | Pts.  | Pos. |
| ----- | ----------------------------------------------- | ---------------------------------------- | ----- | ---- | --- | ------ | ----- | ------ | ----- | ---- |
| 2008  | Ducati 1098                                     | Ducati Xerox Team                        | 59    | 2    | 0   | 0      | 0     | 0      | 3     | 32.º |
| 2012  | Ducati 1098                                     | Red Devils Roma                          | 59    | 19   | 0   | 0      | 0     | 0      | 42.5  | 20.º |
| 2013  | Ducati 1199 Panigale                            | Team Ducati Alstare                      | 59    | 4    | 0   | 0      | 0     | 0      | 12    | 24.º |
| 2014  | Ducati 1199 Panigale                            | Althea Racing                            | 59    | 24   | 0   | 0      | 0     | 0      | 73    | 13.º |
| 2015  | EBR 1190RX Kawasaki ZX-10R Ducati 1199 Panigale | Team Hero EBR Grillini SBK Althea Racing | 59    | 22   | 0   | 0      | 0     | 0      | 55    | 16.º |
| 2016  | Yamaha YZF-R1                                   | Pata Yamaha Official WorldSBK Team       | 59    | 4    | 0   | 0      | 0     | 0      | 30    | 19.º |
| 2018  | Yamaha YZF-R1                                   | Yamaha Motor Europe                      | 94    | 4    | 0   | 0      | 0     | 0      | 7     | 22.º |
| Total | Total                                           | Total                                    | Total | 79   | 0   | 0      | 0     | 0      | 222.5 |      |

#### Carreras por año
(Carreras en negrita indica pole position, carreras en cursiva indica vuelta rápida)
| Año  | Moto     | 1       | 1       | 2       | 2       | 3      | 3       | 4       | 4       | 5       | 5       | 6       | 6       | 7      | 7      | 8       | 8      | 9       | 9       | 10      | 10     | 11     | 11      | 12      | 12      | 13      | 13    | 14  | 14  | Pos. | Pts. |
| Año  | Moto     | R1      | R2      | R1      | R2      | R1     | R2      | R1      | R2      | R1      | R2      | R1      | R2      | R1     | R2     | R1      | R2     | R1      | R2      | R1      | R2     | R1     | R2      | R1      | R2      | R1      | R2    | R1  | R2  | Pos. | Pts. |
| ---- | -------- | ------- | ------- | ------- | ------- | ------ | ------- | ------- | ------- | ------- | ------- | ------- | ------- | ------ | ------ | ------- | ------ | ------- | ------- | ------- | ------ | ------ | ------- | ------- | ------- | ------- | ----- | --- | --- | ---- | ---- |
| 2008 | Ducati   | QAT     | QAT     | AUS     | AUS     | SPA    | SPA     | NED     | NED     | ITA     | ITA     | USA     | USA     | GER    | GER    | SMR     | SMR    | CZE 13  | CZE Ret | GBR     | GBR    | EUR    | EUR     | ITA     | ITA     | FRA     | FRA   | POR | POR | 32.º | 3    |
| 2012 | Ducati   | AUS 20  | AUS 10  | ITA 10  | ITA Ret | NED 8  | NED Ret | ITA C   | ITA 17  | EUR 19  | EUR 11  | USA Ret | USA Ret | SMR 18 | SMR 13 | SPA 11  | SPA 17 | CZE     | CZE     | GBR Ret | GBR 15 | RUS 7  | RUS Ret | GER DNS | GER DNS | POR     | POR   | FRA | FRA | 20.º | 42.5 |
| 2013 | Ducati   | AUS     | AUS     | SPA     | SPA     | NED    | NED     | ITA     | ITA     | GBR 13  | GBR 8   | POR     | POR     | ITA    | ITA    | RUS     | RUS    | GBR     | GBR     | GER     | GER    | TUR    | TUR     | USA Ret | USA 15  | FRA     | FRA   | SPA | SPA | 24.º | 12   |
| 2014 | Ducati   | AUS 10  | AUS 11  | SPA Ret | SPA 11  | NED 10 | NED 10  | ITA Ret | ITA Ret | GBR 11  | GBR 11  | MAL Ret | MAL 15  | SMR 12 | SMR 16 | POR 13  | POR 18 | USA 11  | USA Ret | SPA 14  | SPA 15 | FRA 11 | FRA 10  | QAT 12  | QAT 12  |         |       |     |     | 13.º | 73   |
| 2015 | EBR      | AUS Ret | AUS DNS | THA Ret | THA DNS | SPA 15 | SPA 18  | NED 15  | NED Ret |         |         |         |         |        |        |         |        |         |         |         |        |        |         |         |         |         |       |     |     | 16.º | 55   |
| 2015 | Kawasaki |         |         |         |         |        |         |         |         | ITA DNS | ITA DNS | GBR 15  | GBR Ret | POR 17 | POR 17 |         |        |         |         |         |        |        |         |         |         |         |       |     |     | 16.º | 55   |
| 2015 | Ducati   |         |         |         |         |        |         |         |         |         |         |         |         |        |        | SMR Ret | SMR 12 | USA Ret | USA 8   | MAL 9   | MAL 11 | SPA 17 | SPA 11  | FRA 10  | FRA 7   | QAT Ret | QAT 8 |     |     | 16.º | 55   |
| 2016 | Yamaha   | AUS     | AUS     | THA     | THA     | SPA    | SPA     | NED     | NED     | ITA     | ITA     | MAL     | MAL     | GBR    | GBR    | ITA 7   | ITA 9  | USA 10  | USA 8   | GER     | GER    | FRA    | FRA     | SPA     | SPA     | QAT     | QAT   |     |     | 19.º | 30   |
| 2018 | Yamaha   | AUS     | AUS     | THA     | THA     | SPA    | SPA     | NED     | NED     | ITA     | ITA     | GBR 20  | GBR 18  | CZE    | CZE    | USA     | USA    | ITA 12  | ITA 13  | POR     | POR    | FRA    | FRA     | ARG     | ARG     | QAT     | QAT   |     |     | 22.º | 7    |

### Campeonato del Mundo de Motociclismo

#### Por temporada
| Temp. | Cat.   | Moto       | Equipo                   | N.º   | Carreras | Victorias | Podios | Poles | V.Ráp. | Pts.  | Pos. |
| ----- | ------ | ---------- | ------------------------ | ----- | -------- | --------- | ------ | ----- | ------ | ----- | ---- |
| 2009  | MotoGP | Ducati     | Pramac Racing            | 88    | 14       | 0         | 0      | 0     | 0      | 38    | 16.º |
| 2010  | Moto2  | Scot Force | RSM Team Scot            | 59    | 11       | 0         | 0      | 0     | 0      | 0     | NC   |
| 2010  | Moto2  | Suter      | RSM Team Scot            | 59    | 11       | 0         | 0      | 0     | 0      | 0     | NC   |
| 2010  | Moto2  | Bimota     | M Racing                 | 59    | 11       | 0         | 0      | 0     | 0      | 0     | NC   |
| 2019  | MotoE  | Energica   | LCR E-Team               | 59    | 6        | 0         | 0      | 0     | 0      | 46    | 9.º  |
| 2020  | MotoE  | Energica   | LCR E-Team               | 59    | 7        | 0         | 0      | 0     | 0      | 51    | 9.º  |
| 2022  | MotoE  | Energica   | WithU GRT RNF MotoE Team | 7     | 12       | 0         | 1      | 0     | 0      | 94.5  | 7.º  |
| Total | Total  | Total      | Total                    | Total | 50       | 0         | 1      | 0     | 0      | 229.5 |      |

- * Temporada en curso.

#### Por categoría
| Categoría | Temporadas                 | 1.er Gran Premio           | 1.er Podio                 | 1.ª Victoria               | Carreras | Victorias | Podios | Poles | V.Rápidas | Pts.  | CM |
| --------- | -------------------------- | -------------------------- | -------------------------- | -------------------------- | -------- | --------- | ------ | ----- | --------- | ----- | -- |
| MotoGP    | 2009                       | Qatar 2009                 |                            |                            | 14       | 0         | 0      | 0     | 0         | 38    | 0  |
| Moto2     | 2010                       | Qatar 2010                 |                            |                            | 11       | 0         | 0      | 0     | 0         | 0     | 0  |
| MotoE     | 2019-2020, 2022            | Alemania 2019              | Francia 2022               |                            | 25       | 0         | 1      | 0     | 0         | 191.5 | 0  |
| Total     | 2009–2010, 2019-2020, 2022 | 2009–2010, 2019-2020, 2022 | 2009–2010, 2019-2020, 2022 | 2009–2010, 2019-2020, 2022 | 50       | 0         | 1      | 0     | 0         | 229.5 | 0  |

#### Carreras por año
(Carreras en negrita indica pole position, carreras en cursiva indica vuelta rápida)
| Año  | Clase  | Moto       | 1      | 2       | 3      | 4      | 5      | 6       | 7       | 8      | 9       | 10     | 11     | 12      | 13     | 14     | 15      | 16    | 17    | Pos. | Pts. |
| ---- | ------ | ---------- | ------ | ------- | ------ | ------ | ------ | ------- | ------- | ------ | ------- | ------ | ------ | ------- | ------ | ------ | ------- | ----- | ----- | ---- | ---- |
| 2009 | MotoGP | Ducati     | QAT 17 | JPN 14  | SPA 16 | FRA 15 | ITA 9  | CAT 16  | NED 14  | USA 12 | GER 12  | GBR 8  | CZE 12 | IND Ret | RSM 13 | POR 13 | AUS DNS | MAL - | VAL - | 16.º | 38   |
| 2010 | Moto2  | Scot Force | QAT 27 | SPA Ret | FRA 17 | ITA 28 | GBR 16 | NED 24  | CAT Ret | GER 20 |         |        |        |         |        |        |         |       |       | NC   | 0    |
| 2010 | Moto2  | Suter      |        |         |        |        |        |         |         |        | CZE 28  | IND -  |        |         |        |        |         |       |       | NC   | 0    |
| 2010 | Moto2  | Bimota     |        |         |        |        |        |         |         |        |         |        | RSM 28 | ARA 26  | JPN -  | MAL -  | AUS -   | POR - | VAL - | NC   | 0    |
| 2019 | MotoE  | Energica   | GER 12 | AUT 8   | RSM 5  | RSM 4  | VAL 6  | VAL Ret |         |        |         |        |        |         |        |        |         |       |       | 9.º  | 46   |
| 2020 | MotoE  | Energica   | SPA 13 | AND 5   | RSM 11 | ERM 6  | ERM 4  | FRA Ret | FRA 7   |        |         |        |        |         |        |        |         |       |       | 9.º  | 51   |
| 2022 | MotoE  | Energica   | SPA 11 | SPA 9   | FRA 8  | FRA 3  | ITA 6  | ITA 6   | NED 7   | NED 5  | AUT Ret | AUT 12 | RSM 6  | RSM 6   |        |        |         |       |       | 7.º  | 94.5 |

- * Temporada en curso.

### Campeonato Mundial de Motociclismo de Resistencia

#### Por temporada
| Temp.   | Moto              | Equipo                          | Carreras | Victorias | Podios | Poles | V.Rap. | Pts.  | Pos. |
| ------- | ----------------- | ------------------------------- | -------- | --------- | ------ | ----- | ------ | ----- | ---- |
| 2016    | Yamaha            | GMT94 Yamaha                    | 3        | 2         | 2      | 0     | 0      | 87    | 5.º  |
| 2016-17 | Yamaha            | GMT94 Yamaha                    | 5        | 3         | 3      | 1     | 1      | 146   | 1.º  |
| 2017-18 | Yamaha            | GMT94 Yamaha                    | 5        | 1         | 3      | 1     | 0      | 158.5 | 2.º  |
| 2018-19 | Yamaha            | YART - Yamaha                   | 5        | 1         | 2      | 1     | 1      | 110.5 | 4.º  |
| 2019-20 | Yamaha            | YART - Yamaha                   | 4        | 2         | 2      | 3     | 0      | 149.5 | 2.º  |
| 2021    | Yamaha            | YART - Yamaha Official Team EWC | 4        | 0         | 1      | 3     | 1      | 88    | 6.º  |
| 2022    | Yamaha            | YART - Yamaha Official Team EWC | 4        | 0         | 1      | 2     | 0      | 97    | 6.º  |
| 2023    | Yamaha            | YART - Yamaha Official Team EWC | 4        | 1         | 2      | 1     | 1      | 181   | 1.º  |
| Total   | 2016 - Actualidad | 2016 - Actualidad               | 34       | 10        | 16     | 12    | 4      | 975.5 |      |

- * Temporada en curso.

#### Carreras Por Año
(Carreras en negrita indica pole position, carreras en cursiva indica vuelta rápida)
| Temp.   | Moto   | 1                    | 2                    | 3                    | 4                    | 5                  | Pos. | Pts.  |
| ------- | ------ | -------------------- | -------------------- | -------------------- | -------------------- | ------------------ | ---- | ----- |
| 2016    | Yamaha | LMS                  | POR Gral:1 Cls:1     | SUZ Gral:14 Cls:14   | OSC Gral:1 Cls:1     |                    | 5.º  | 87    |
| 2016-17 | Yamaha | BDO Gral:9 Cls:6     | LMS Gral:1 Cls:1     | OSC Gral:1 Cls:1     | SLR Gral:1 Cls:1     | SUZ Gral:11 Cls:11 | 1.º  | 146   |
| 2017-18 | Yamaha | BDO Gral:1 Cls:1     | LMS Gral:10 Cls:7    | SLR Gral:2 Cls:2     | OSC Gral:3 Cls:3     | SUZ Gral:6 Cls:6   | 2.º  | 158.5 |
| 2018-19 | Yamaha | BDO Gral:2 Cls:2     | LMS Gral:Ret Cls:Ret | SLR Gral:1 Cls:1     | OSC Gral:Ret Cls:Ret | SUZ Gral:6 Cls:6   | 4.º  | 110.5 |
| 2019-20 | Yamaha | BDO Gral:Ret Cls:Ret | SEP Gral:1 Cls:1     | LMS Gral:4 Cls:4     | EST Gral:1 Cls:1     |                    | 2.º  | 149.5 |
| 2021    | Yamaha | LMS Gral:Ret Cls:Ret | EST Gral:10 Cls:8    | BDO Gral:Ret Cls:Ret | MOS Gral:2 Cls:2     |                    | 6.º  | 88    |
| 2022    | Yamaha | LMS Gral:2 Cls:2     | SPA Gral:Ret Cls:Ret | SUZ Gral:7 Cls:7     | BDO Gral:Ret Cls:Ret |                    | 6.º  | 97    |
| 2023    | Yamaha | LMS Gral:2 Cls:2     | SPA Gral:1 Cls:1     | SUZ Gral:22 Cls:18   | BDO Gral:4 Cls:4     |                    | 1.º  | 181   |

- * Temporada en curso.